# 藤原道綱母
藤原道綱母（日语：／ Fujiwara no Michitsuna no haha */?，930年代—995年6月2日），是日本平安時代中期的歌人，父親是藤原倫寧，丈夫是藤原兼家，其子是藤原道綱，中古三十六歌仙、女房三十六歌仙、百人一首歌人。《尊卑分脈》稱其是本朝三美人之一，有些說法並列她與衣通姬、光明皇后為三美婦。

## 生平
藤原道綱母由於本名不詳，因此又有右大將道綱母、傅大納言母、傅殿母和倫寧女等稱呼。關於她的出生年份也是眾說紛紜，柿本獎根據《蜻蛉日記》中天祿3年（972年）3月的記載：，推測天祿3年是其37歲的厄年，從而得出其生於承平6年（936年）的結論，《大英百科全書》日本版、《大辭林》和《國史大辭典》等均同樣記載其出生年份是承平6年。另一方面，《朝日日本歷史人物事典》和《世界大百科事典》等則主張是承平5年。
天曆8年（954年），她嫁給藤原兼家，當時兼家的正室藤原時姬已經誕下藤原道隆。最初，夫妻生活也過得不錯，翌年她更替兼家誕下次子藤原道綱，可是隨著兼家與其他女性結婚，兩人漸漸疏遠。天祿2年（971年），長間待在寺院的她被兼家強行帶返居所。她也曾經前往長谷寺和石山寺參拜求子，可是未能如願以償。晚年，她搬至賀茂川附近的中河（或中川）居住（現京都府京都市上京區今出川通至寺町通一帶）。長德元年5月2日（995年6月2日），約60歲的時候死去。

## 作品

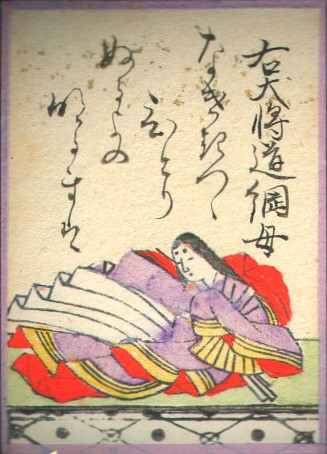
藤原道綱母，《小倉百人一首》

藤原道綱母的著作蜻蛉日記記載了天曆8年（954年）至天延2年（974）共21間的生活點滴和愛恨情仇。作為日本女性主義文學的先驅，影響了《源氏物語》等後世的女性文學。另外，其家集則是內容幾乎相同的《傅大納言母上集》和《道綱母集》，現在由宮內廳書陵部保管。
她有約36首作品收錄於《拾遺和歌集》等敕撰和歌集，亦是中古三十六歌仙之一，《大鏡》稱她的：「和歌是首屈一指。」（きはめたる和歌の上手）。
《百人一首》的入選作是：
| 原文 | 中譯                                                        |
| ---- | ----------------------------------------------------------- |
|      | 嘆息連連人不在 獨守閏房輾轉眠 漫漫長夜待天明 奴家心意汝可知 |

## 登場作品
影視劇
- 致光之君（2024年、NHK大河劇、演：財前直見）

### 註解
1. ↑  《朝日日本歷史人物事典》主張為37首，《日本大百科全書》和《國史大辭典》則是38首[1][4]。